# Bies
Die Ortslage Bies im Wohnquartier Höhe im Wuppertaler Stadtbezirk Vohwinkel geht auf eine alte Hofschaft zurück. An der Ortslage existieren noch Gebäude mit historischer Bausubstanz.

## Etymologie
Die Herkunft des Namens Bies bzw. auf der Bieß stammt von mndd. Bese = Binse (Sumpfpflanze)‘.

## Geschichte
Bies ist 1356 als up der byse erwähnt. Schon 1677 erscheinen zwei nahezu gleich große Güter, die als ‚Vorderste Bies‘ und ‚Hinterste Bies‘ abgesplissen sind.
Ein Weg, der auf der durch Erich Philipp Ploennies erstellten Karte Topographia Ducatus Montani von 1715 eingezeichnet ist, führte von Süden von Gräfrath kommend über Roßkamp und Dasnöckel zu den beiden Gütern, die beide jeweils als Biss beschriftet sind und beidseits des Weges liegen. Der Weg setzte sich nach Norden über Rottscheidt und Vohwinkel fort. Weiter südlich liegt benachbart die Ortslage Bracken.
Um 1830 ist das ‚Hinterste Bies‘ in zwei Güter geteilt, deren Gebäude aber dicht beisammenstehen.
Die beiden Fachwerkhäuser Bies 1 und Bies 2, das ‚Hinterste Bies‘, sind noch erhalten, sie sind als Baudenkmal geschützt.

## Söhne und Töchter des Orts
- Johann Peter Lange (1802–1884), protestantischer Theologe

## Die heutige Straße
Nach dieser Ortslage ist, mit einem unbekannten Datum zur Benennung, die Erschließungsstraße Bies benannt. Sie zweigt in westlicher Richtung von der Ehrenhainstraße, nördlich der Jugendverkehrsschule West, ab. Als Fußgängerweg setzt sie sich, nördlich des Ehrenhains, bis zur Gräfrather Straße fort.